# Fräulein Smillas Gespür für Schnee
Fräulein Smillas Gespür für Schnee (dänisch Frøken Smillas fornemmelse for sne) ist ein Roman von Peter Høeg aus dem Jahr 1992.

## Handlung
Der fünfjährige Inuk-Junge Jesaja stürzt vom Dach eines Wohnblocks in Kopenhagen in den Tod. Die Polizei geht von einem Unfall aus und vermutet, der Junge habe auf dem Dach gespielt. Doch die in Grönland aufgewachsene Smilla Jaspersen, die im selben Haus wohnt, erkennt aus Jesajas Fußspuren im Schnee auf dem Dach, dass er in panischer Flucht auf die Kante zugelaufen ist. Zudem weiß sie, dass er Höhenangst hatte und niemals in spielerischer Absicht auf das Dach gestiegen wäre.
Smilla, Tochter einer Inuk und eines dänischen Arztes, lebt als arbeitslose Wissenschaftlerin in Kopenhagen und ist mit sich selbst nicht im Reinen. Anderen Menschen gegenüber verhält sie sich schroff und abweisend, hat sich jedoch in letzter Zeit mit Jesaja angefreundet, der in prekären Verhältnissen mit seiner alkoholabhängigen alleinerziehenden Mutter in der Nachbarwohnung lebte und in Smilla eine Ersatzmutter sah.
Getrieben von der Freundschaft zu Jesaja und ihrem Zorn über seinen offenbar provozierten Tod macht sie sich daran, die Sache selbst zu untersuchen, nachdem ihre Einwendungen bei Polizei und Staatsanwaltschaft fruchtlos waren. Unterstützung findet sie zögernd im „Mechaniker“ Peter Føjl, einem weiteren Nachbarn, der auch mit Jesaja befreundet war, dessen Vertrauenswürdigkeit jedoch mehrfach umschlägt – einerseits unterstützt er Smilla und rettet sie aus Gefahren, andererseits scheint er selbst ein Teil des Rätsels zu sein. Sonderbare Befunde an Jesajas Leichnam sowie der Inhalt einer von Jesaja versteckten Tonbandkassette bringen Smilla schließlich auf zurückliegende Polarexpeditionen im Auftrag der Kryolithgesellschaft Dänemark. Bei einer dieser Expeditionen kam Jesajas Vater ums Leben. Sie folgt dieser Spur, wobei sie von ihr unbekannten Gegnern erst nur eingeschüchtert und dann bedroht wird, schließlich werden auf sie mehrere Anschläge verübt, von denen sie eine Schiffsexplosion nur knapp überlebt.
Über Verbindungen bekommt sie heraus, dass wieder eine Polarexpedition vorbereitet wird, und gelangt durch einen Trick als Stewardess mit an Bord. Da die gesamte Besatzung dem zunächst verborgenen Expeditionsleiter Tørk treu ergeben oder verpflichtet ist, muss sie dort jeden als ihren Todfeind betrachten, vorsichtig agieren und sich geschickt kleine Vorteile verschaffen. Auch hier entgeht sie nur knapp einigen tödlichen Fallen, entdeckt jedoch nach und nach das Geheimnis: Die Kryolithgesellschaft hat einen riesigen Meteoriten mit rätselhaften Eigenschaften im Eis entdeckt, der aus einer noch unbekannten Quelle Wärme abgibt und daher in einem Schmelzwassersee liegt. In seiner Umgebung mutierte der für Menschen eigentlich ungefährliche Polarwurm, ein Tierparasit, zum tödlichen Killer, was die beschäftigten Taucher, darunter Jesajas Vater, das Leben kostete. Ihre Tode wurden als Unfälle vertuscht.
Die Lösung wird Smilla in einem großen Showdown von Tørk präsentiert, der in ihr als Wissenschaftlerin auch eine Kollegin sieht, obwohl ihm klar ist, dass er sie anschließend beseitigen muss. Tørk will den Meteoriten aus dem Eis bergen, nach Europa bringen und erhofft sich davon Ruhm und Reichtum. Er war es auch, der Jesaja auf das Dach verfolgt hat, um ihm die Kassettenaufnahme seines Vaters abzupressen, die das geheime Ziel der Expedition verraten hätte. Auch Jesaja trug den Polarwurm im Körper, da er an der für seinen Vater fatalen Expedition teilgenommen hatte, doch schadete er ihm nicht, weshalb der Junge regelmäßig medizinisch untersucht wurde. Sein Tod war nicht beabsichtigt.
Nach dieser Offenbarung will Tørk Smilla in der Meteoritenhöhle töten lassen. Als das misslingt, läuft er, von Smilla verfolgt, zurück zum Schiff, verirrt sich jedoch und gerät aufs gefrorene Meer. Mit Smillas Gewissheit, dass er das nicht überleben wird, endet der Roman.

## Form
Der Roman wird aus Smillas Perspektive in der Ich-Form erzählt und ist in drei Teile gegliedert mit den Titeln „Die Stadt“, „Das Meer“ und „Das Eis“. Sie handeln jeweils von den Ereignissen in Kopenhagen, der Fahrt nach Grönland und den Geschehnissen am Ziel.
In die Haupthandlung sind zahlreiche Erinnerungen und innere Monologe eingewoben, in denen Smilla darstellt, wie sehr sich die Kultur der Inuit von der europäischen unterscheidet, was die Zeit als dänische Kolonie für sie bedeutet hat, wie tief sie selbst in der Kultur der Inuit verwurzelt ist und wie sehr sie sich andererseits von ihr entfremdet hat.

## Kritik
Das Buch wurde von der internationalen Kritik hoch gelobt und avancierte zum Bestseller. Das literarische Quartett hingegen befand das Buch im März 1994 unisono als einen recht schwachen Kriminalroman.

## Verfilmungen
Das Buch wurde 1997 von Bille August mit Julia Ormond, Gabriel Byrne, Tom Wilkinson, Jim Broadbent, Richard Harris, Mario Adorf und Jürgen Vogel als Fräulein Smillas Gespür für Schnee verfilmt, wobei manche Kritiker die psychologische Tiefe der Vorlage vermissten.
2024 begannen die Dreharbeiten zu einer Serien-Adaption. Produziert unter anderem von Constantin Film und ARD Degeto inszeniert Amma Asante den Stoff. Unter ihrer Regie spielen Filippa Coster-Waldau, Elyas M’Barek und Henry Lloyd-Hughes.

## Deutschsprachige Ausgaben
Aus dem Dänischen übersetzt von Monika Wesemann.
- Erstausgabe: Hanser-Verlag, München und Wien 1994, 479 Seiten. ISBN 3-446-17683-7.
- Taschenbuchausgabe: Rowohlt Verlag, Reinbek bei Hamburg 1996, 515 Seiten. ISBN 3-499-13599-X.
- Neuausgabe (Taschenbuch): Rowohlt Verlag, Reinbek bei Hamburg 2004, 515 Seiten. ISBN 3-499-23701-6.
- Hörbuch (Hörspielbearbeitung des SWR/NDR, 1995): Der Hörverlag, München 2003, ISBN 978-3-89940-271-1.